# ニムル・アルニムル
ニムル・アルニムル（Sheikh Nimr al-Nimr、1959年6月21日 - 2016年1月2日)は、イスラム教シーア派の代表的聖職者。
イランの支援を受けていたが、2016年、殉職した。
2016年のイラン、サウジアラビアの断交の原因になった人物である。

## 解説
ニムル・アルニムル師は、サウジアラビアにおいてシーア派の指導者であり、反体制派の一人であった。彼は、サウジ政府に対して人権侵害や政治的抑圧を批判し、穏健な反体制派として知られていた。
2016年、ニムル・アルニムル師は、テロ行為や武装闘争を扇動したとして、サウジ政府によって逮捕され、死刑判決を受けた。この判決は、サウジアラビア国内外で激しい非難を浴びた。ニムル・アルニムル師は、人権団体や国際社会からの支援を受けて、自らの潔白を訴えていた。
2016年1月2日、サウジアラビア政府は、ニムル・アルニムル師を含む47人の死刑囚を処刑した。この処刑に対して、イラン政府は激しく抗議し、サウジアラビアのテヘラン大使館を襲撃した。これをきっかけに、両国間の外交関係は断絶し、イランとサウジアラビアの対立が一層激化することとなった。
ニムル・アルニムル師の処刑と、それに伴う両国間の外交関係の断絶は、中東地域の安定に大きな影響を与えた。両国は、政治的・宗教的な対立が深刻化し、地域の紛争やテロ事件を助長することとなった。